# Seznam slovenskih kandidatov za oskarja za najboljši mednarodni celovečerni film
Seznam slovenskih kandidatov za oskarja za najboljši mednarodni celovečerni film navaja filme, ki jih je Društvo slovenskih filmskih ustvarjalcev (DSFU) uradno predlagalo Ameriški filmski akademiji kot kandidate za oskarja v kategoriji mednarodnih celovečernih filmov.
Akademija sprejme po en predlog iz vsake države od pooblaščene organizacije (v Sloveniji je to DSFU), žirija pa izmed predlogov izbere pet filmov, ki so nato nominirani za oskarja v tej kategoriji. DSFU od leta 1993 predlaga slovenske filme, od katerih pa še noben ni prejel nominacije ali nagrade. Pred letom 1993 je slovenska filmska produkcija kandidirala v sklopu jugoslovanske. 
Leta 1960 izdani hrvaški film Deveti krog je bil nominiran na podelitvi oskarjev tistega leta. Njegov režiser France Štiglic je do zdaj edini slovenski režiser, čigar film je bil v ožjem izboru za to priznanje.

### Naslovi
| Leto (podelitev) | Naslov                       | Naslov za nominacijo            | Režija             | Rezultat         |
| ---------------- | ---------------------------- | ------------------------------- | ------------------ | ---------------- |
| 1993 (66.)       | Ko zaprem oči                | When I Close My Eyes            | Franci Slak        | ni bil nominiran |
| 1994 (67.)       | Morana                       | Morana                          | Aleš Verbič        | ni bil nominiran |
| 1996 (69.)       | Felix                        | Felix                           | Božo Šprajc        | ni bil nominiran |
| 1997 (70.)       | Outsider                     | Outsider                        | Andrej Košak       | ni bil nominiran |
| 2001 (74.)       | Kruh in mleko                | Bread and Milk                  | Jan Cvitkovič      | ni bil nominiran |
| 2002 (75.)       | Zvenenje v glavi             | Headnoise                       | Andrej Košak       | ni bil nominiran |
| 2003 (76.)       | Rezervni deli                | Spare Parts                     | Damjan Kozole      | ni bil nominiran |
| 2004 (77.)       | Pod njenim oknom             | Beneath Her Window              | Metod Pevec        | ni bil nominiran |
| 2005 (78.)       | Ruševine                     | The Ruins                       | Janez Burger       | ni bil nominiran |
| 2006 (79.)       | Odgrobadogroba               | Gravehopping                    | Jan Cvitkovič      | ni bil nominiran |
| 2007 (80.)       | Kratki stiki                 | Short Circuits                  | Janez Lapajne      | ni bil nominiran |
| 2008 (81.)       | Petelinji zajtrk             | Rooster's Breakfast             | Marko Naberšnik    | ni bil nominiran |
| 2009 (82.)       | Pokrajina št. 2              | Landscape No. 2                 | Vinko Möderndorfer | ni bil nominiran |
| 2010 (83.)       | 9:06                         | 9:06                            | Igor Šterk         | ni bil nominiran |
| 2011 (84.)       | Circus Fantasticus           | Silent Sonata                   | Janez Burger       | diskvalificiran  |
| 2012 (85.)       | Izlet                        | A Trip                          | Nejc Gazvoda       | ni bil nominiran |
| 2013 (86.)       | Razredni sovražnik           | Class Enemy                     | Rok Biček          | ni bil nominiran |
| 2014 (87.)       | Zapelji me                   | Seduce Me                       | Marko Šantić       | ni bil nominiran |
| 2015 (88.)       | Drevo                        | The Tree                        | Sonja Prosenc      | ni bil nominiran |
| 2016 (89.)       | Houston, imamo problem!      | Houston, we have a problem!     | Žiga Virc          | ni bil nominiran |
| 2017 (90.)       | Rudar                        | Miner                           | Hanna Slak         | ni bil nominiran |
| 2018 (91.)       | Ivan                         | Ivan                            | Janez Burger       | ni bil nominiran |
| 2019 (92.)       | Zgodovina ljubezni           | History of Love                 | Sonja Prosenc      | ni bil nominiran |
| 2020 (93.)       | Zgodbe iz kostanjevih gozdov | Stories from the Chestnut Woods | Gregor Božič       | ni bil nominiran |
| 2021 (94.)       | Sanremo                      | Sanremo                         | Miroslav Mandić    | ni bil nominiran |
| 2022 (95.)       | Orkester                     | Orchestra                       | Matevž Luzar       | ni bil nominiran |
| 2023 (96.)       | Jezdeca                      | Riders                          | Dominik Mencej     | ni bil nominiran |
| 2024 (97.)       | Odrešitev za začetnike       | Family Therapy                  | Sonja Prosenc      | ni bil nominiran |